# Ерсін Дестаноглу
Ерсін Дестаноглу (тур. Ersin Destanoğlu, нар. 1 січня 2001, Стамбул, Туреччина) — турецький футболіст, воротар клубу «Бешикташ» та молодіжної збірної Туреччини.

## Ігрова кар'єра

### Клубна
Ерсін Дестаноглу є вихованцем стамбульського клубу «Бешикташ», де починав грати у молодіжній команді. Після того, як у 2020 році воротар Лоріс Каріус залишив «Бешикташ», Дестаноглу став першим воротарем команди. 13 червня 2020 року він зіграв перший матч в основі. У серпні воротар блискуче проявив себе у матчі кваліфікації Ліги чемпіонів проти грецького ПАОКа.
6 листопада 2020 року Дестаноглу став першим воротарем «Бешикташа», хто отримав червону картку у матчі чемпіонату Туреччини після Рюшту Речбера у 2007 році. Також у квітні 2021 року Дестаноглу став першим воротарем клубу після Толга Зенгіна, хто відбив пенальті у матчі Суперліги.

### Збірна
4 вересня 2020 року Ерсін Дестаноглу дебютував у складі молодіжної збірної Туреччини у матчі проти однолітків з Андорри.

## Титули
Бешикташ
 Чемпіон Туреччини: 2020–21
 Переможець Кубка Туреччини: 2020–21, 2023–24
 Переможець Суперкубка Туреччини: 2021, 2024